# Кальнівці
Кальнівці — село у Брусницькій сільській громаді Вижницького району Чернівецької області України.

## Історія села
Історія села зародилася ще багато років тому, коли на цих місцинах росло багато кущів калини. Люди почали вирубувати калинові зарості і обживати ці краї.
З 24 серпня 1991 року село Кальнівці входить до складу незалежної України.
2020 року шляхом об'єднання сільської ради, село увійшло до складу Брусницької сільської громади.
17 липня 2020 року, в результаті адміністративно-територіальної реформи та ліквідації Кіцманського району, село увійшло до складу Вижницького району.

## Населення

### Мова
Розподіл населення за рідною мовою за даними перепису 2001 року:
| Мова       | Кількість | Відсоток |
| ---------- | --------- | -------- |
| українська | 654       | 98.79%   |
| російська  | 8         | 1.21%    |
| Усього     | 662       | 100%     |

## Інфраструктура
На території села добувають і випускають Брусницьку воду. Славиться водолікарнею. А також тут діє Свято-Дмитрівська церква. Працює Кальнівський ЗНЗ І ступеня, на базі якого функціонують 4 класи, спортивний зал та кімната вчителів. У селі є будинок культури.

## Світлини

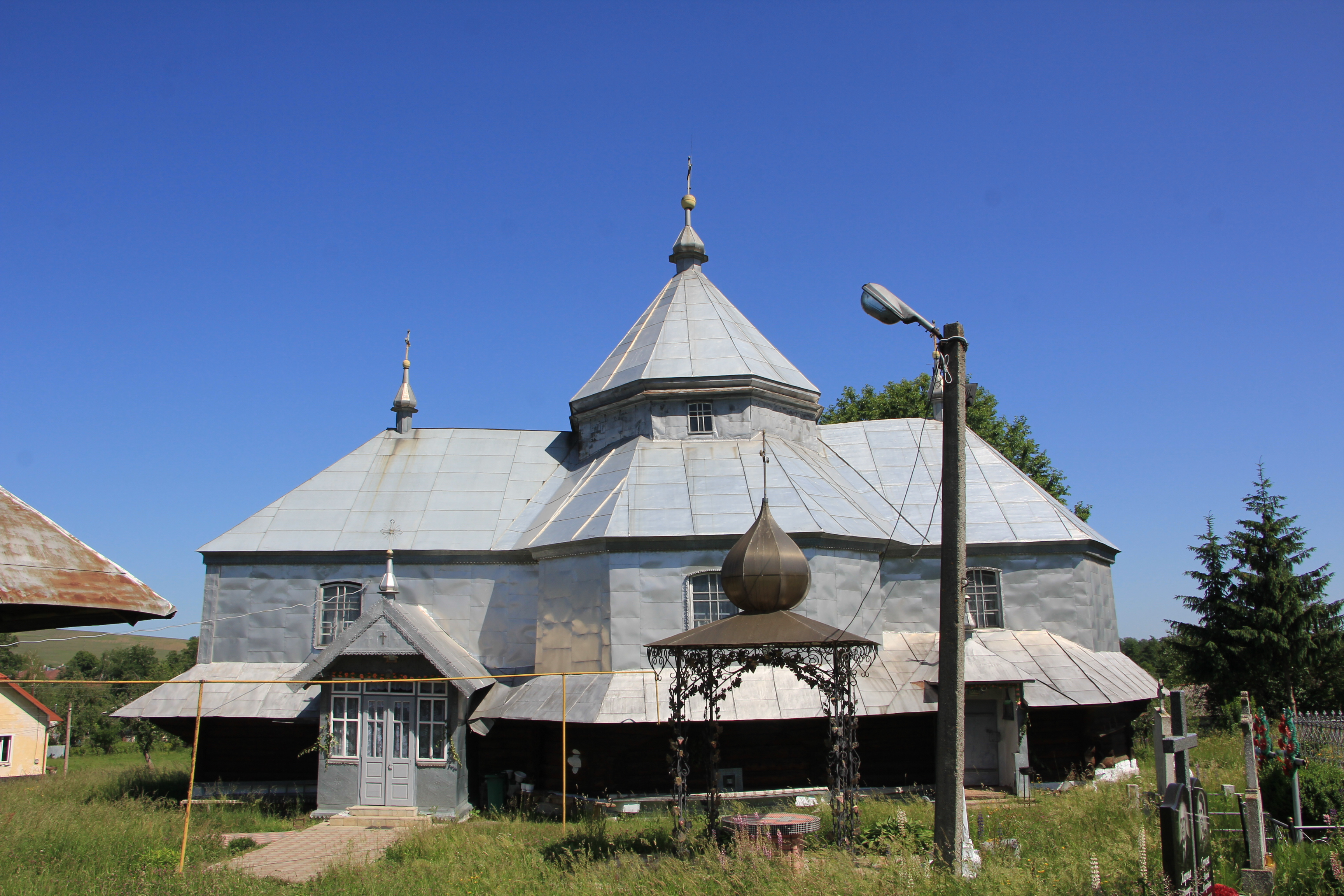
Дерев'яна церква Св. Дмитра с. Кальнівці
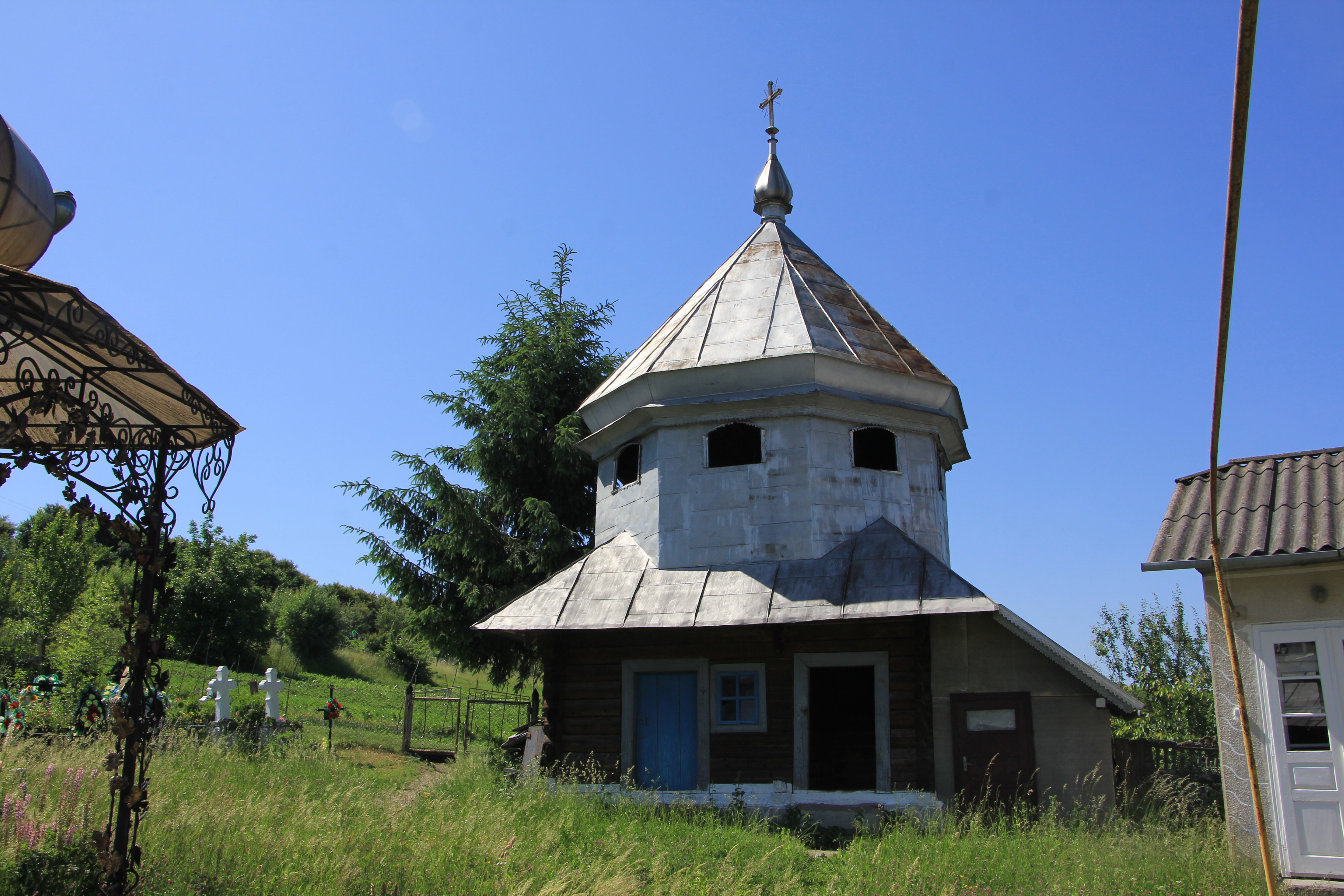
Дерев'яна церква Св. Дмитра с. Кальнівці